# Akademia della Crusca

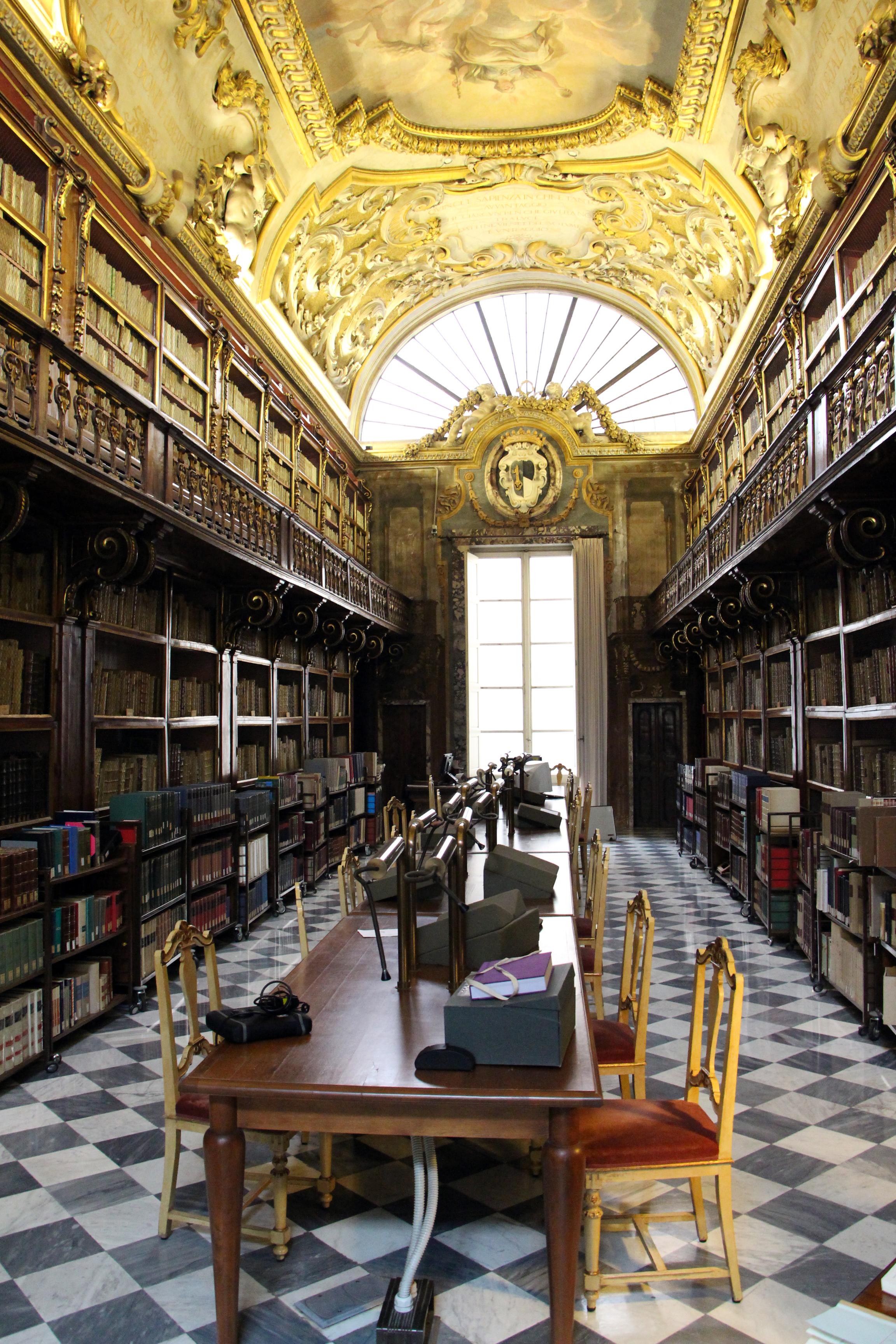
Biblioteca Riccardiana, jedna z wielu bibliotek w Akademii.

Akademia della Crusca (wł. Accademia della Crusca) – narodowa włoska akademia lingwistyczno-literacka. 
Założył ją Anton Francesco Grazzini w 1582 roku we Florencji. Celem jej założenia było dbanie o czystość i poprawność dialektu toskańskiego (ówczesnego języka włoskiego Odrodzenia). W ramach prac Akademii wydawano słowniki i zestawienia poprawnościowe, jako wyznaczniki traktując dzieła Dantego Alighieriego, Francesca Petrarki oraz Giovanniego Boccaccia. Od 1612 rozpoczęto wydawanie Vocabulario degli Accademici della Crusca – słownika, na którym wzorowały się inne narody europejskie. Słownik ten miał kluczowy wpływ na ukształtowanie się klasycznego języka włoskiego.
W latach 1783–1811 włączona do Akademii Florentyńskiej. Współcześnie za jeden z priorytetów Akademii uznawane jest regulowanie norm języka włoskiego.